# Коста Гоцов
Коста Гоцов е български учен в областта на селекцията на зърнено-житни култури.
Гоцов е роден на 8 март 1928 година в село Митровци, област Монтана. Завършва Висшия селскостопански институт „Г. Димитров“ в София през 1952 г., специалност „Селекция“.
Цялата трудова и научна дейност на Гоцов преминава в Добруджански земеделски институт - Генерал Тошево, където постъпва на работа през 1952 г. и се пенсионира през 1993 г. С малки изключения, изследванията му са свързани с генетиката и селекцията на хибридна пшеница, в което направление той е пионер от световен мащаб. Проф Гоцов е авторитет в областта на приложната генетика при зърнено-житните култури в България.
През 1964 г. защитава кандидатска дисертация, а през 1975 г. му е присъдена научната степен „Доктор на науките“.
Гоцов изпълнява редица функции на научен ръководител в Института край Генерал Тошево – научен секретар, завеждащ секция „Селекция на пшеницата“ и завеждащ сектор „Селекция“.
Автор е на над 100 научни труда и монографии, ръководител на докторанти и специализанти.
Гоцов е първи председател на Добричкия клон на Съюза на учените в България.